# Mario Hernández Fernández
Mario Hernández Fernández (nascut el 25 de gener de 1999) és un futbolista professional espanyol que juga com a lateral dret.

## Carrera de club
Nascut a Madrid, Hernández es va incorporar a la formació juvenil del Rayo Vallecano el gener del 2016, procedent de l'Atlètic de Madrid. Va fer el seu debut sènior amb el filial el 2 de setembre de 2017, començant com a titular en una victòria a casa de Tercera Divisió per 2-0 contra la RSD Alcalá.
Hernández va marcar el seu primer gol sènior el 2 de maig de 2018, marcant un guanyador a l'últim minut en la derrota per 2-1 fora del CD San Fernando de Henares. El 17 d'agost va ser cedit al Recreativo de Huelva a Segona Divisió B, però no va poder jugar ja que la seva inscripció no va arribar a temps a la Reial Federació Espanyola de Futbol.
El 4 de gener de 2019, Hernández va deixar el Recre i es va traslladar a la UD Melilla, com a company de tercera divisió, cedit durant la resta de la temporada. El 15 d'agost es va incorporar a la UD San Sebastián de los Reyes en la mateixa categoria, també en contracte temporal.
En tornar, Hernández va jugar amb el primer equip a la pretemporada i va debutar professionalment el 13 de setembre de 2020 en la victòria a casa per 1-0 contra el RCD Mallorca.
Hernández va debutar a la màxima categoria del futbol espanyol el 17 d'octubre de 2021, començant com a titular i fent el gol de l'empat en la victòria per 2-1 a casa davant l'Elx CF. No obstant això, va actuar poques vegades en les dues temporades següents, fent principalment de substitut d'Iván Balliu, i va confirmar la seva marxa del Rayo el 3 de juliol de 2023, després que el seu contracte expirés.
El 2 d'agost de 2023, Hernández es va incorporar al Reial Oviedo a la segona divisió amb un contracte d'un any.